# Jouy-aux-Arches
Jouy-aux-Arches é uma comuna francesa na região administrativa de Grande Leste, no departamento de Mosela. Estende-se por uma área de 6,01 km². Em 2010 a comuna tinha 1 476 habitantes (densidade: 245,6 hab./km²).